# Peter Habig

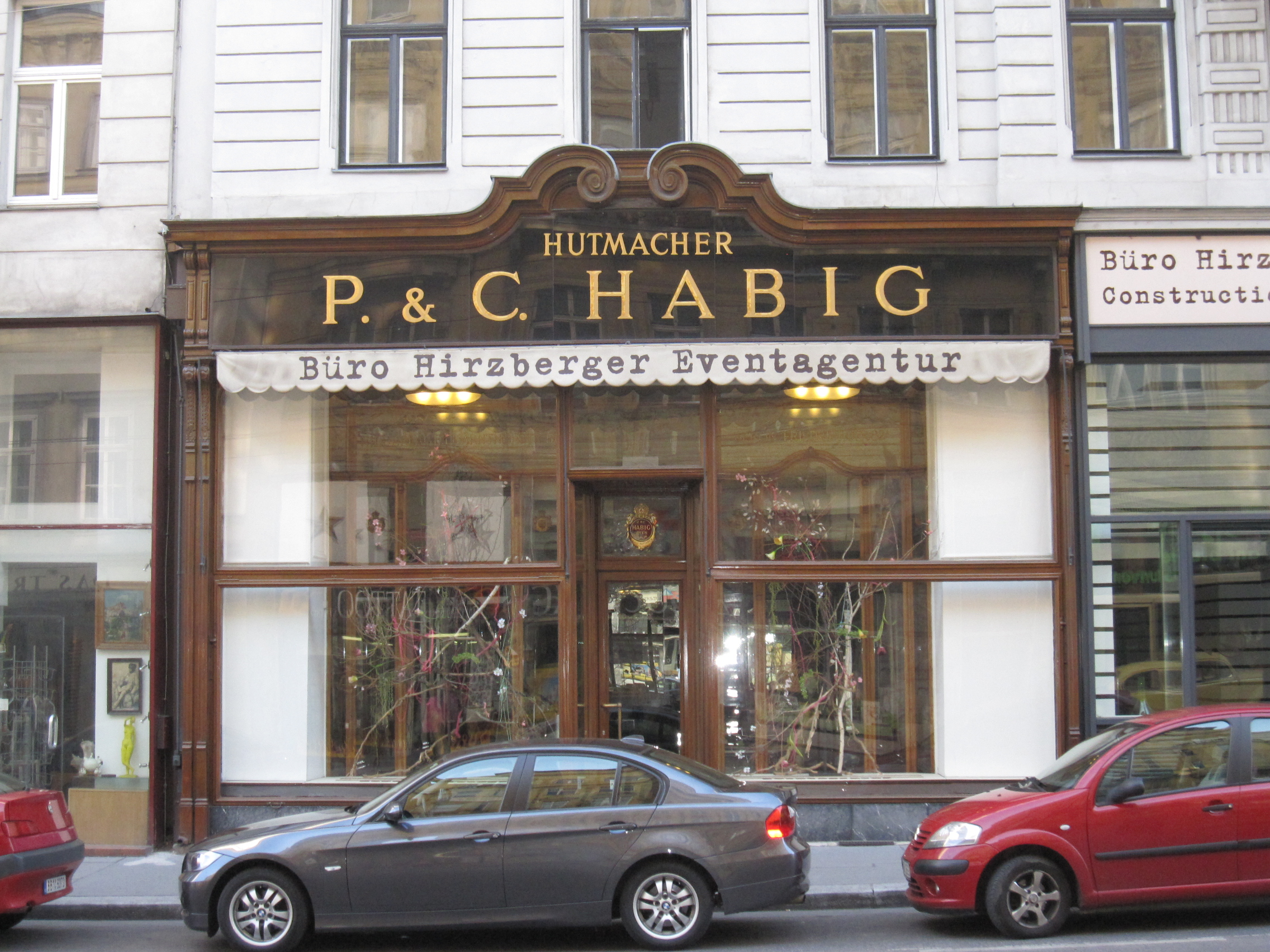
Gevel, 2009

Peter Habig (Salmünster, 29 januari 1839 - Wenen, 4 januari 1916) is een Oostenrijks hoedenmaker en succesvol keizerlijk hofleverancier.
Hij is geboren in Salmünster als zoon van Blasius Habig en Christina Dieter. Habig start in 1867 te Wenen een eenvoudige hoedenmanufactuur. Hij klom op en hij verkreeg verschillende prijzen op wereldtentoonstellingen. Dankzij de groeiende manufactuur kon hij een nieuwe winkel laten bouwen door de architect Carl Holzmann. De familiezaak werd medebeheerd door zijn broer Karl Habig. Hij werd tijdens de Eerste Wereldoorlog begraven in een tombe ontworpen door Josef Engelhart.
Na de dood van Peter werd de zaak verdergezet door zijn neef Peter Fritz Habig, die gehuwd was met jonkvrouw Anna Theresia von Gutmann. Peter Fritz Habig is een van de overgrootvader van Elisabetta Maria Rosboch von Wolkenstein en dus een van de voorouders van Aartshertogin Anna-Astrid van Oostenrijk.

## Klanten
- Keizerin Auguste Viktoria
- Frederik Leopold van Pruisen
- Eduard VII
- Koning George I van Griekenland
- Koning Peter I van Joegoslavië
- groothertog Willem IV van Luxemburg

## Eretekens en titels
- Keizerlijk en koninklijk Hofleverancier
- Goldene Verdienstkreuz mit der Krone
- Franz-Joseph-Orden
- Orden der Eisernen Krone III. Klasse
- Ridder Legion d´Honneur